# Scoparia subtersa
Scoparia subtersa là một loài bướm đêm trong họ Crambidae.